# Odontotrypes kryzhanovskii
Odontotrypes kryzhanovskii är en skalbaggsart som beskrevs av Nikolajev 1998. Odontotrypes kryzhanovskii ingår i släktet Odontotrypes och familjen tordyvlar. Inga underarter finns listade i Catalogue of Life.